# Electroboy (Film)
Electroboy ist ein Dokumentarfilm des schweizerischen Regisseurs Marcel Gisler über das Leben des Schweizers Florian Burkhardt, der in den 1990er Jahren als professioneller Snowboardfahrer, Model, Werber, Autor, Partyveranstalter und Komponist unter dem gleichnamigen Pseudonym aktiv war und seit dem Jahr 2005 an einer generalisierten Angststörung leidet. Der Film wurde 2014 mit dem Zürcher Filmpreis und 2015 mit dem Schweizer Filmpreis ausgezeichnet.

## Produktion
Der Film wurde zwischen April und Juli 2013 in der Schweiz, Deutschland, Indien und den USA gedreht. Er wurde am Internationalen Filmfestival von Locarno 2014 uraufgeführt und kam im November 2014 in die Schweizer Kinos. Kinostart in Deutschland und Österreich war am 26. November 2015.
Finanziert wurde die Langfilm-Produktion vom Bundesamt für Kultur, dem Schweizer Fernsehen, der Zürcher Filmstiftung, der Filmstiftung St. Gallen, suissimage und der UBS Kulturstiftung.

## Kritik
„Atemberaubender Dokumentarfilm“

„Ehrlich, authentisch und schonungslos.“

„Marcel Gislers erster Dokumentarfilm ist seinem schillernden Sujet gewachsen, ist weit mehr als nur die Aufzeichnung von Zusammenhängen. Electroboy geht über das Dokumentarische hinaus...“

„Marcel Gisler erzählt mit der inszenatorischen Raffinesse eines erfahrenen Spielfilmregisseurs.“

„Eine faszinierende Dokumentation über ein wundersames Leben zwischen Selbsterfindung und Selbstfindung.“

„Electroboy geht unter die Haut.“

## Auszeichnungen
- Zürcher Filmpreis 2014
- 3 Nominierungen für den Schweizer Filmpreis 2015: bester Dokumentarfilm, beste Filmmusik und beste Montage (Schnitt)[19]
- Schweizer Filmpreis 2015: bester Dokumentarfilm und beste Montage (Schnitt)[20]
- Internationales Dokumentarfilmfestival München 2015: Publikumspreis[21]
- Europäischer Filmpreis 2015: Auf der Auswahlliste für eine Nominierung in der Kategorie Bester Dokumentarfilm[22]